# Didymodoxa
Didymodoxa är ett släkte av nässelväxter. Didymodoxa ingår i familjen nässelväxter.
Kladogram enligt Catalogue of Life:
| Didymodoxa | \| \| Didymodoxa caffra \| \| \| \| \| \| Didymodoxa capensis \| \| \| \| |
|            | \| \| Didymodoxa caffra \| \| \| \| \| \| Didymodoxa capensis \| \| \| \| |
|            | Didymodoxa caffra                                                         |
|            |                                                                           |
|            | Didymodoxa capensis                                                       |
|            |                                                                           |